# Delfín Huergo
Delfín Huergo es una localidad argentina del centro-oeste de la provincia de Buenos Aires muy cerca del límite con la provincia de La Pampa; está situada en el partido de Adolfo Alsina.

## Población
Cuenta con 14 habitantes (Indec, 2010), lo que representa un gran descenso del 62% frente a los 37 habitantes (Indec, 2001) del censo anterior.
| Gráfica de evolución demográfica de Delfín Huergo entre 1991 y 2010 |
|                                                                     |
| Fuente: Censos nacionales del INDEC                                 |